# Championnat de Taïwan de football
Le Championnat de Taïwan de football est une compétition placée sous l'égide de la fédération de Taïwan de football.

## Histoire
Créée en 1983 sous le nom de National Football League, elle met alors aux prises des formations représentant des entités telles que des universités, des compagnies nationales ou des entreprises. Elle prend le nom d'Enterprise Football League en 2006.
En 2007, le principe de représentation d'entités publiques ou privées est supprimé pour mettre sur place un championnat avec des clubs représentants des villes ou des provinces de Taïwan, l'Intercity Football League. Cette règle est assouplie dès la saison suivante et des formations comme le Taiwan Power Company FC ont pu de nouveau participer à la compétition.
Durant deux saisons (2007 et 2008), les deux compétitions ont cohabité, même si certains clubs ont pris part aux deux championnats. Les calendriers sont harmonisés par la fédération dans ce sens.
Actuellement, le championnat regroupe 11 équipes. Après deux phases préliminaires, les huit clubs qualifiés se retrouvent au sein d'une poule unique où ils s'affrontent à deux reprises. Le champion de Taïwan se qualifie pour la Coupe de l'AFC.

## Palmarès

### Enterprise Football League
- 1983 : Flying Camel
- 1984 : Flying Camel
- 1985 : Flying Camel
- 1986 : City Bank
- 1987 : Taiwan Power Company FC
- 1988 : Flying Camel
- 1989 : City Bank
- 1990 : Taiwan Power Company FC
- 1991 : City Bank
- 1992 : Taiwan Power Company FC
- 1993 : Flying Camel
- 1994 : Taiwan Power Company FC
- 1995 : Taiwan Power Company FC
- 1996 : Taiwan Power Company FC
- 1997 : Taiwan Power Company FC
- 1998 : Taiwan Power Company FC
- 1999 : Taiwan Power Company FC
- 2000-2001 : Taiwan Power Company FC
- 2001-2002 : Taiwan Power Company FC
- 2002-2003 : Taiwan Power Company FC
- 2004 : Taiwan Power Company FC
- 2005 : Tatung Football Club
- 2006 : Tatung Football Club
- 2007 : Taiwan Power Company FC
- 2008 : Taiwan Power Company FC

### Intercity Football League
- 2007 : Tatung Football Club
- 2008 : Taiwan Power Company FC
- 2009 : Taiwan Sports University Football Club
- 2010 : Taiwan Power Company FC
- 2011 : Taiwan Power Company FC
- 2012 : Taiwan Power Company FC
- 2013 : Tatung Football Club
- 2014 : Taiwan Power Company FC
- 2015-2016 : Taiwan Power Company FC

### Taiwan Football Premier League
- 2016-2017 : Tatung Football Club
- 2018 : Tatung Football Club
- 2019 : Tatung Football Club
- 2020 : Taiwan Steel
- 2021 : Taiwan Steel
- 2022 : Taiwan Steel
- 2023 : Taiwan Steel
- 2024 : Taiwan Steel